# Rumuńskie przekłady Biblii

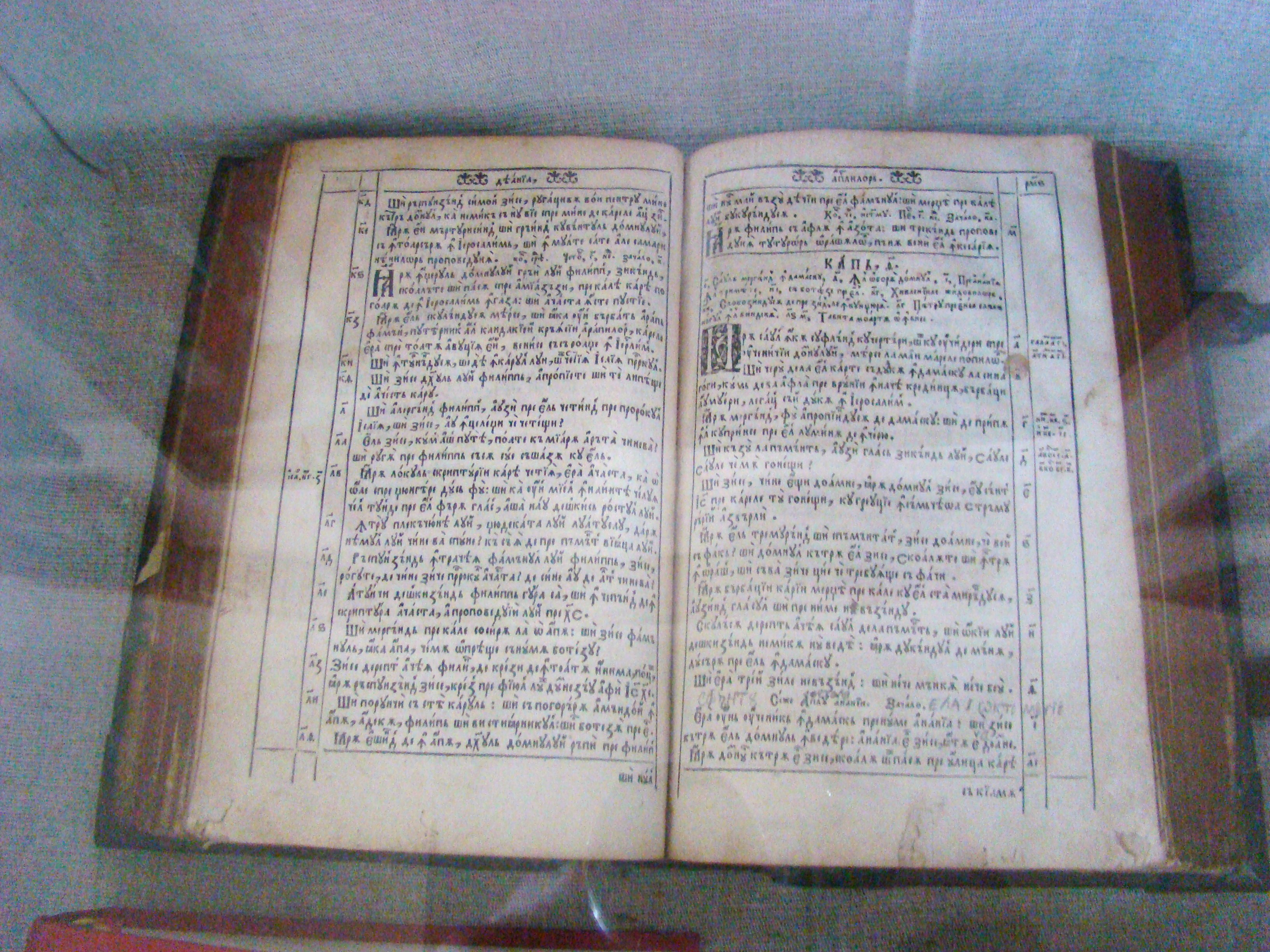
Noul Testament de Bălgrad (1648)

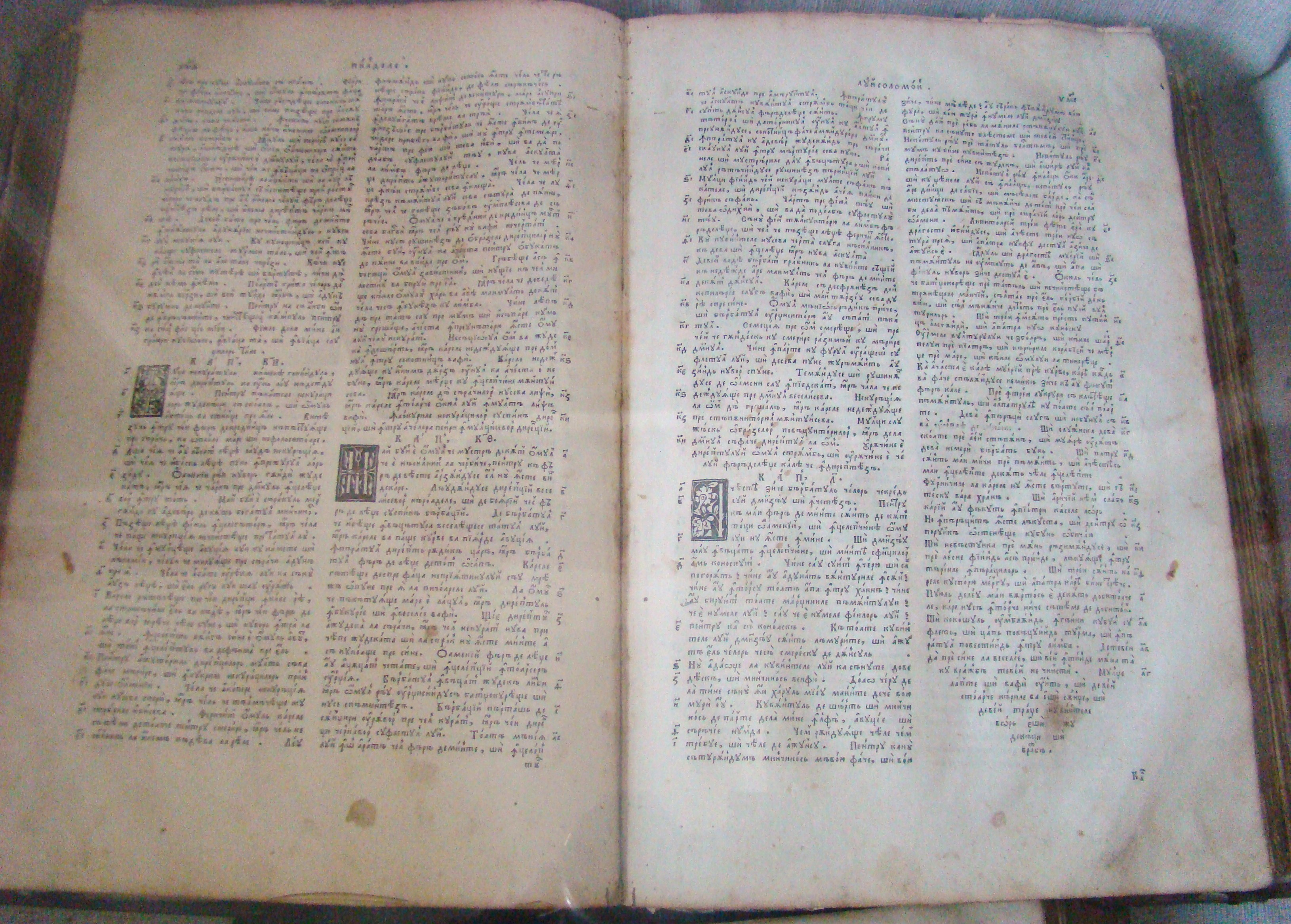
Biblia de la București z 1688

Rumuńskie przekłady Biblii – ogół przekładów Pisma Świętego na język rumuński, które zaczęły powstawać od XVI wieku. Pierwszym pełnym przekładem była Biblia de la București (Biblia bukaresztańska) opublikowana w roku 1688.

## Historia
Pierwsze cząstkowe przekłady Biblii na język rumuński zaczęły powstawać w XVI wieku. Do przełomu XVIII i XIX wieku podstawowym alfabetem używanym do zapisu była rumuńska cyrylica, którą zastąpił alfabet rumuński. Wśród pierwszych fragmentarycznych przekładów były pierwsze tłumaczenia psalmów: (Psaltirea  Scheiană, Psaltirea Hurmuzachi, Psaltirea Voronețeană – nie są znane daty ich powstania), a także: Evanghelia slavo-română (1551), Tetraevanghelie diakona Coresi, opublikowane w Braszowie w 1561, Cartea Psalmilor de la Brașov – przekład Księgi Psalmów (1570), Palia de la Orăștie (Stary Testament z Orăștie) – przekład Księgi Rodzaju i Wyjścia (1582). W roku 1648 w Bălgradzie (obecnie Alba Iulia) wydano Nowy Testament w przekładzie metropolity Simiona Ștefana (Noul Testament de Bălgrad). W 1673 w Uniejowie ukazał się wierszowany Psaltirea a svântului proroc David, autorstwa metropolity Dosofteja z Suczawy, wzorowany na polskim Psałterzu Jana Kochanowskiego.
Pierwszym przekładem całej Biblii, złożonym z kilku części była Biblia de la București (Biblia bukaresztańska zwana też: Biblia Serbana Cantacuzino, 1688) wydana na zamówienie Șerbana Cantacuzino a przetłumaczona przez Ghermano Nisisa oraz braci Radu i Șerban Greaceanu. Została ona przetłumaczona z greckiego. Nowy jej przekład przygotowało grono uczonych (1865–1869), a poprawił William Mayer (1873).
W latach 1760–1761 ukazał się przekład z Wulgaty, którego autorem był bp unicki Petru Aaron. W latach 1792–1795 unici rumuńscy wydali Biblię z Blaj, której tłumaczem był Samuel Micu, a tekst NT w roku 1795 poprawił bp Ioan Bob.
W XIX wieku wydano:
- przekład G. Erbiceanu i G. Enaceanu (1865–1869)
- części ST – C. Aristia (1889)
- przekład I. Niculescu (1895–1906)

Od XX wieku ukazały się różne przekłady konfesyjne:
- Biblia z języków oryginalnych, którą w latach 1927–1938 przełożył Gala Galaction; do roku 1988 używał jej Rumuński Kościół Prawosławny
- Biblia w przekładzie Dumitru Cornilescu (NT – 1921, pełny przekład 1924), z której korzystają protestanci; jej zrewidowana wersja (Biblia Cornilescu Revizuită) ukazała się w 1989 oraz z okazji 90 rocznicy wydania pełnego przekładu poprawiona w 2014
- Nowy Testament w przekładzie z Wulgaty (1935), przetłumaczony przez C. Vinierigo i G. Antona
- Przekład patriarchy Nikodema z Klużu ukazał się w roku 1951
- Biblia Sinodală wydana przez Rumuński Kościół Prawosławny (1988)
- Biblia GBV wydana przez niemieckie wydawnictwo Gute Botschaft Verlag (1989)
- Sfintele Scripturi – Traducerea lumii noi, przekład rumuńskich Świadków Jehowy (NT – 2000[2], pełny przekład 2006[3], zrew. 2020[4][5][6])